# Michaël Guigou
Michaël Guigou (Apt, 28 januari 1982) is een Frans handballer. Hij won tweemaal de gouden medaille op de Olympische Zomerspelen: in 2008 en 2012.

## Erelijst

### Met Frankrijk
| Mondiaal          |    |                        |
| Olympische Spelen | 2x | (2008), (2012)         |
| WK handbal        | 2x | (2005), (2009), (2011) |
| EK handbal        | 2x | (2006), (2010)         |

| Logo van de Olympische Spelen | Goud | Zilver | Brons | Logo van de Olympische Spelen |
|                               | 2    | 0      | 0     |                               |

2. Jérôme Fernandez ·
3. Didier Dinart ·
4. Cédric Burdet ·
5. Guillaume Gille ·
6. Bertrand Gille ·
8. Daniel Narcisse ·
11. Olivier Girault ·
12. Daouda Karaboué ·
13. Nikola Karabatić ·
14. Cristophe Kempe ·
16. Thierry Omeyer ·
18. Joël Abati ·
19. Luc Abalo ·
21. Michaël Guigou ·
26. Cédric Paty ·
Coach: Claude Onesta
2. Jérôme Fernandez ·
3. Didier Dinart ·
4. Xavier Barachet ·
5. Guillaume Gille ·
6. Bertrand Gille ·
8. Daniel Narcisse ·
9. Guillaume Joli ·
11. Samuel Honrubia ·
12. Daouda Karaboué ·
13. Nikola Karabatić ·
16. Thierry Omeyer ·
18. William Accambray ·
19. Luc Abalo ·
20. Cédric Sorhaindo ·
21. Michaël Guigou ·
Coach: Claude Onesta
1. Cyril Dumoulin ·
2. Jérôme Fernandez ·
4. Xavier Barachet ·
7. Igor Anić ·
8. Daniel Narcisse ·
9. Guillaume Joli ·
10. Alix Nyokas ·
11. Samuel Honrubia ·
13. Nikola Karabatić ·
14. Kentin Mahé ·
15. Mathieu Grébille ·
16. Thierry Omeyer ·
18. William Accambray ·
20. Cédric Sorhaindo ·
21. Michaël Guigou ·
22. Luka Karabatić ·
28. Valentin Porte ·
Coach: Claude Onesta
8. Daniel Narcisse ·
12. Vincent Gérard ·
13. Nikola Karabatić ·
14. Kentin Mahé ·
15. Mathieu Grébille ·
16. Thierry Omeyer ·
17. Timothey N'Guessan ·
19. Luc Abalo ·
20. Cédric Sorhaindo ·
21. Michaël Guigou ·
22. Luka Karabatić ·
23. Ludovic Fabregas ·
27. Adrien Dipanda ·
28. Valentin Porte ·
Coach: Claude Onesta